# Entephria constricta
Entephria constricta là một loài bướm đêm trong họ Geometridae.